# Бібліотека імені Панаса Мирного (Краматорськ)
Бібліотека імені П. Мирного — структурний підрозділ централізованої системи публічних бібліотек м. Краматорська, Донецької обл. під № 12. Бібліотека має напрямок національного відродження.

## Історія
Заснована у 1970 році. Була розташована в приміщенні клубу селища Веселе.
З 1980 року починається розбудова мікрорайону № 133 і у 1982 році бібліотека переїжджає у нове приміщення за адресою: вул. Дніпропетровська, 2 (зараз вул. Дніпровська).
З 2010 року має доступ до мережі Інтернет. Наявні два місця для роботи користувачів.
З 2011 року ведеться блог бібліотеки «Бібліотечна веселка» [Архівовано 12 жовтня 2016 у Wayback Machine.]
У 2014 році бібліотека зазнала значних збитків під час проведення АТО. Були пошкоджені приміщення бібліотеки та частково бібліотечний фонд.
Відновлювати бібліотеку допомагали міський Відділ культури та волонтери з Західної України. Бібліотека також брала участь у конкурсі міні-грантів, який проводився міським фондом розвитку міста, та увійшла в десятку переможців. Отримані кошти, 1000 грн., були витрачені на ремонт приміщення.

## Опис
Сьогодні бібліотека обслуговує територію з населенням 18000 чол. Бібліотечний фонд на 01.01.2016 р. складає 27060 примірників. Бібліотечний штат — 3 працівника.